# Citharexylum subflavescens
Citharexylum subflavescens là một loài thực vật có hoa trong họ Cỏ roi ngựa. Loài này được S.F.Blake mô tả khoa học đầu tiên năm 1922.